# Jan Lenstra
Jan Lenstra (Heerenveen, 28 april 1919 – Zaandam, 19 december 2010) was een Nederlands voetballer. Samen met zijn jongere broer Abe speelde hij jarenlang voor sc Heerenveen.
Lenstra maakte in 1936 zijn debuut voor Heerenveen. Tot aan zijn afscheid in augustus 1950 speelde hij 480 wedstrijden. Oorspronkelijk was hij net als zijn jongere broer een aanvaller, maar vanaf 1938 werd hij als rechtsback in de verdediging geposteerd. Met Heerenveen was Lenstra negen keer kampioen van het Noorden. In 1948 werd nipt het landskampioenschap misgelopen. Hij kwam herhaaldelijk uit voor het noordelijk elftal. In 1946 zat hij in een voorselectie voor het Nederlands elftal, maar voor de definitieve selectie viel hij af. Op 7 mei 1950 maakte Lenstra deel uit van het elftal van Heerenveen dat in een thuiswedstrijd tegen AFC Ajax in het laatste half uur een 1-5 achterstand omboog in een 6-5-overwinning.
Na zijn voetballoopbaan verhuisde Lenstra naar Zaandam, waar hij werkzaam was bij Bruynzeel.